# Imogen Poots
Imogen Poots (* 3. června 1989) je anglická herečka. Narodila se v londýnské čtvrti Hammersmith jako dcera televizního producenta a novinářky a původně chtěla být veterinářkou. Svou profesionální hereckou kariéru zahájila v roce 2006. Toho roku měla nemluvící roli ve filmu V jako Vendeta. Později hrála například ve filmech Jana Eyrová (2011), Je prostě báječná (2014) a Frank a Lola (2016). Roku 2013 hrála postavu Lindy Keith v životopisném filmu Jimi: Hvězda stoupá vzhůru.

## Filmografie

### Film
| Rok  | Název                      | Role                    | Poznámky            |
| ---- | -------------------------- | ----------------------- | ------------------- |
| 2005 | V jako Vendeta             | malá Valerie Page       |                     |
| 2007 | 28 týdnů poté              | Tammy Harris            |                     |
| 2007 | Wish                       | Jane                    | krátkometrážní film |
| 2008 | Já a Orson Welles          | Lorelei Lathrop         |                     |
| 2009 | Trhliny                    | Poppy                   |                     |
| 2009 | Waking Madison             | Alexis                  |                     |
| 2009 | Muž v pokušení             | Allyson Karsch          |                     |
| 2010 | Centurion                  | Arianne                 |                     |
| 2010 | Chatroom                   | Eva                     |                     |
| 2011 | Jane Eyrová                | Blanche Ingram          |                     |
| 2011 | Noc hrůzy                  | Amy Peterson            |                     |
| 2011 | Comes a Bright Day         | Mary Bright             |                     |
| 2012 | Poslední kvartet           | Alexandra Gelbart       |                     |
| 2013 | Greetings from Tim Buckley | Allie                   |                     |
| 2013 | Jimi: Hvězda stoupá vzhůru | Linda Keith             |                     |
| 2013 | Sviňák                     | Amanda Drummond         |                     |
| 2013 | Král ze Soho               | Debbie Raymond          |                     |
| 2014 | (Ne)zadaní                 | Ellie Andrews           |                     |
| 2014 | Dlouhá cesta dolů          | Jess Crichton           |                     |
| 2014 | Need for Speed             | Julia Maddon            |                     |
| 2014 | Je prostě báječná          | Isabella Patterson      |                     |
| 2015 | Knight of Cups             | Della                   |                     |
| 2015 | Green Room                 | Amber                   |                     |
| 2015 | A Country Called Home      | Ellie                   |                     |
| 2016 | Frank a Lola               | Lola                    |                     |
| 2016 | Popstar: Vše pro slávu     | Ashley Wednesday        |                     |
| 2016 | Killing for Love           | Elizabeth Haysom (hlas) |                     |
| 2017 | Have Had                   | Grace                   | krátkometrážní film |
| 2017 | Sweet Virginia             | Lila                    |                     |
| 2017 | Mobile Homes               | Ali                     |                     |
| 2017 | Boj s obry                 | Karen                   |                     |
| 2018 | Dospělý                    | Joan                    |                     |
| 2019 | Umění sebeobrany           | Anna                    |                     |
| 2019 | Vivárium                   | Gemma                   |                     |
| 2019 | Castle in the Ground       | Ana                     |                     |
| 2019 | Černé Vánoce               | Riley Stone             |                     |
| 2020 | Otec                       | Laura                   |                     |
| 2020 | Po francouzsku             | Susan                   |                     |

### Televize
| Rok  | Název                   | Role                | Poznámky        |
| ---- | ----------------------- | ------------------- | --------------- |
| 2004 | Casualty                | Alice Thornton      | díl: Love Bites |
| 2008 | Smutky slečny Austenové | Fanny Austen-Knight | TV film         |
| 2010 | Bouquet of Barbed Wire  | Prue Sorenson       | minisérie       |
| 2010 | Sbohem Berlíne          | Jean Ross           | TV film         |
| 2016 | Roadies                 | Kelly Ann Mason     | hlavní role     |
| 2020 | Bludné kruhy            | Joy Hanks           | 3 díly          |
| 2022 | Za hranicí              | Autumn              | hlavní role     |

### Divadlo
| Rok  | Název                          | Role  | Poznámky              |
| ---- | ------------------------------ | ----- | --------------------- |
| 2017 | Kdo se bojí Virginie Woolfové? | Honey | Harold Pinter Theatre |
| 2017 | Bellville                      | Abby  | Donmar Warehouse      |